# Gleźno
Gleźno (deutsch Hohenwalde) ist ein Dorf im Verwaltungsbezirk  Gmina Choszczno der polnischen Woiwodschaft Westpommern.
Gleźno liegt in der Neumark etwa sechs Kilometer südwestlich der Stadt Choszczno (Arnswalde) und 59 Kilometer südöstlich der regionalen Metropole Stettin (Szczecin).
Hier wurde Johann Christoph von Billerbeck (1703–1777) geboren, er war preußischer Generalleutnant, Ritter des Ordens Pour le Mérite und Erbherr auf Hohenwalde, Golz und Janicker.
Die Region wurde nach Ende des Zweiten Weltkriegs unter polnische Verwaltung gestellt.
Koordinaten: 53° 9′ N, 15° 21′ O